# Хамр

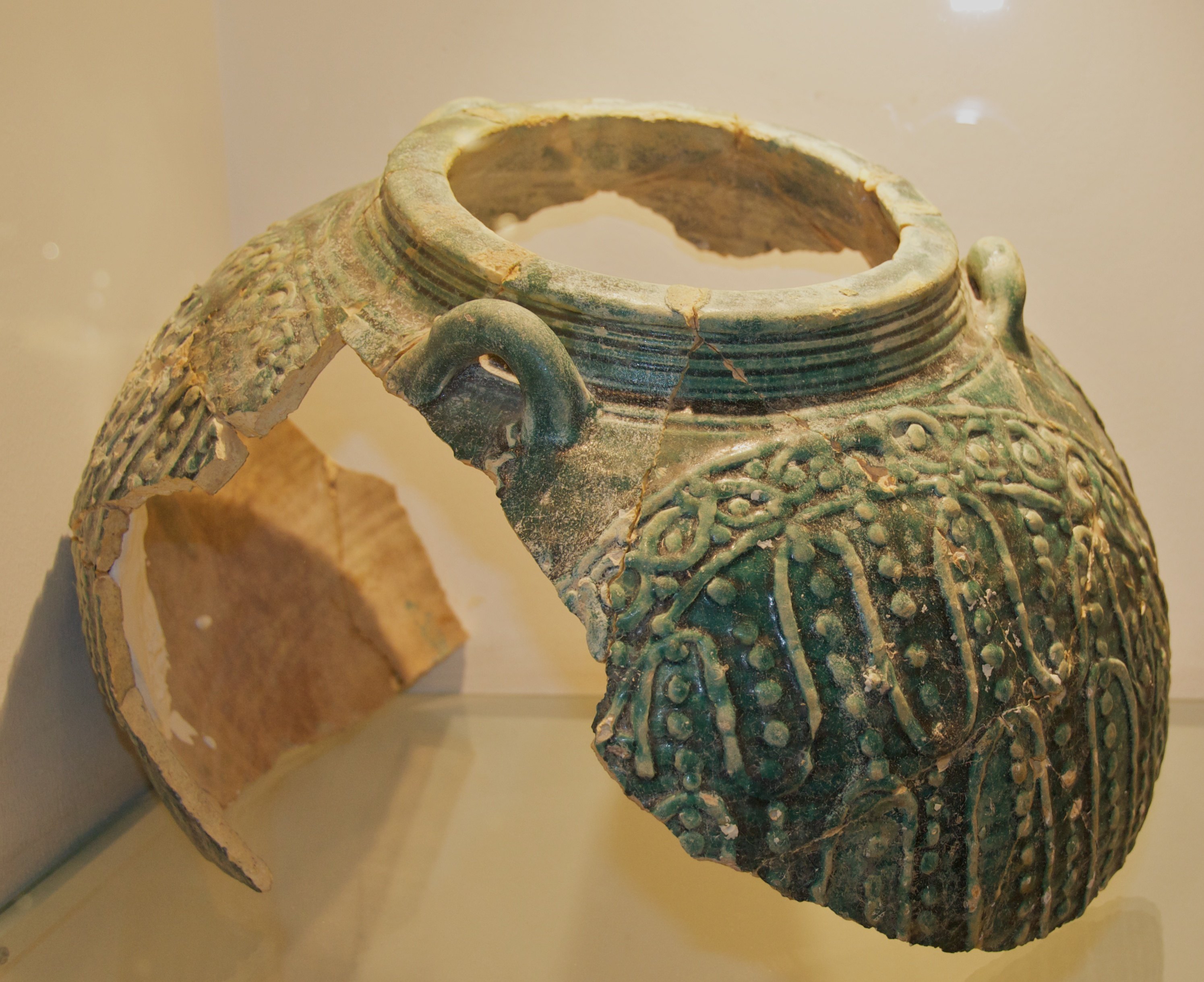
Кувшин для вина времён Аббасидов

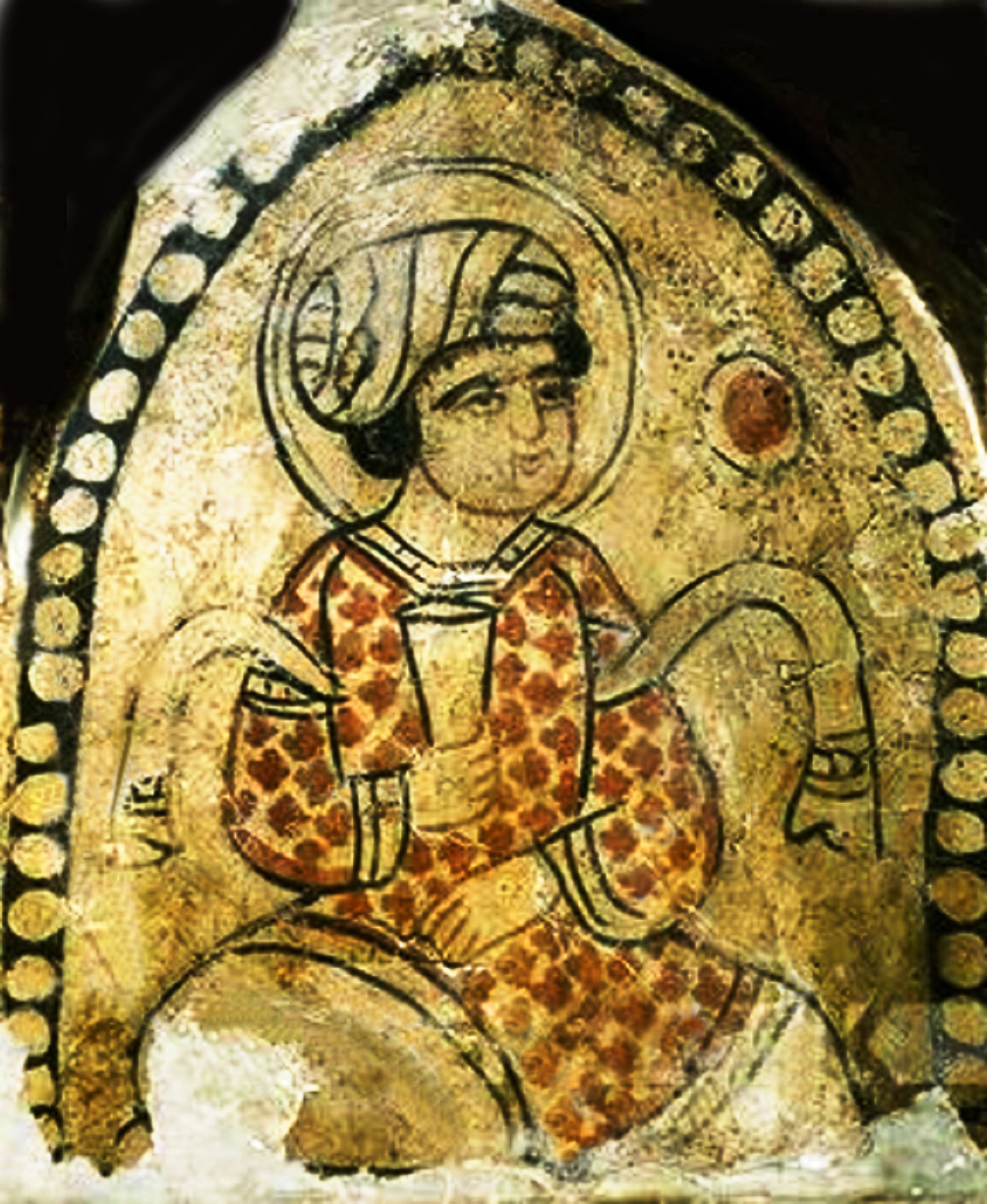
Фрагмент настенной росписи в Фустате, изображающий мужчину, пьющего вино. X—XI век

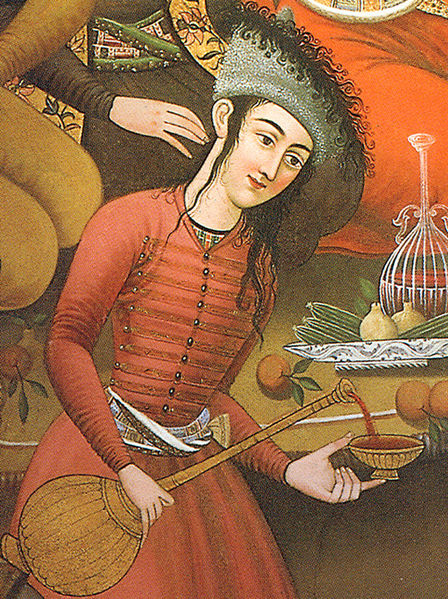
Персидская миниатюра. Женщина, наливающая вино. XVII век. Чехель-сотун

Хамр (араб. خمر; прослушатьо файле) — термин исламского права, обозначающий одурманивающие, опьяняющие вещества, прежде всего, алкогольные напитки. Большинство исламских учёных-правоведов считает, что под хамром понимаются все наркотические вещества, включая алкогольные напитки, и все их категорически запрещено употреблять мусульманам. Также запрещено торговать хамром.
В доисламскую эпоху арабы употребляли разнообразные алкогольные напитки, включая вино; исламский пророк Мухаммед лично столкнулся с последствиями пьянства своих соратников. В Коране запрет хамра накладывается постепенно: одобрительный аят был заменён порицающим, затем запрещающим молиться пьяными, и наконец запрещающим употребление хамра в любых ситуациях и количествах. Ранние теологи относили к хамру разный набор веществ, и ханафиты много веков придерживались мнения, что «хамр» и абсолютный запрет его употребления относится только к напиткам из ферментированного виноградного сока и фиников, однако позже они присоединились к остальным школам права, запрещающим любые алкогольные напитки.
Запрет употребления хамра привёл к снижению употребления алкоголя среди мусульман, но это снижение было неравномерно. В то же время спиртное пили многие правители, поэты и простые верующие. В современных мусульманских странах в среднем употребляется значительно меньше спиртного, чем в немусульманских, однако достоверной информации об объёмах потребляемого алкоголя не очень много. В некоторых из них алкоголь легален, в других запрещён, а его употребление наказывается плетьми как преступление против нравственности.

## Этимология и истоки
Слово «хамр», вероятно, заимствовано из арамейского языка. Арабский корень х-м-р означает «покрывать», «запутывать, охватывать безумием» или «беспокоить ум». В форме женского рода он означает опьяняющие напитки, а в форме мужского рода — покрывало, химар. Синонимичные понятия также обозначаются словами с корнем с-к-р: «опьянение» (араб. سُكْرٌ; сукр), опьяняющее вещество (араб. سَكَرٌ; сакар) и так далее. Райское вино обозначается словом «рахик» (араб. رَحِيْقٌ), и в тексте подчёркивается, что это вино не вызывает помутнения сознания и похмелья.
В иудаизме и христианстве нет запрета на алкоголь, но некоторые категории людей в Ветхом завете, такие как назореи (в период действия обета назорейства) и набатеи, а позднее многие христианские монахи придерживались принципа трезвенничества. В отличие от христиан и иудеев, у мусульман воздержание от алкоголя считается не признаком аскетизма, а выражением служения Богу.

## Употребление алкоголя до запрета
Исторически виноделие в регионе Сирийской пустыни и на Аравийском полуострове было малоразвито, местное вино было низкокачественным, и его туда завозили из Сирии и Ирака. Торговлей спиртным занимались в основном иудеи и христиане, они устраивали передвижные питейные заведения, в которых также проходили представления певиц. Сохранилось множество доисламских поэтических произведений, восхвалявших алкогольные напитки. Кроме этого, виноград ели свежим, из него готовили изюм и уксус, использовали как удобрение и лекарство. В южной части Аравийского полуострова основным напитком, по-видимому, было пальмовое вино, также туда привозили и виноградное вино.
Употребление алкоголя среди окружения Мухаммеда было очень большим, нередки были случаи непристойного поведения или преступлений, совершённых под влиянием спиртного. Имеются достоверные хадисы, рассказывающие о последствиях пьянства: ближайший сподвижник Мухаммеда, его дядя Хамза ибн Абд аль-Мутталиб, напившись, искалечил верблюдов Али ибн Абу Талиба. В этот же начальный период в суре ан-Нахль Мухаммеду был ниспослан текст, в котором вино (сакар) упоминается в качестве божественного блага человечеству, и прямого запрета на хамр в этот момент не было.

А из плодов лозы и пальмы благая прибыль и вино
Приходят к вам. В примере этом разумным знаменье дано!— Коран, 16:67

## Указания на нежелательность в Коране
Постепенно по мере появления новых аятов, указание прекратить пить алкогольные напитки в них был всё сильнее: в суре аль-Бакара в 219-м аяте хамр и азартные игры были запрещены, но с указанием, что «от обоих их людям есть великий вред, хотя есть и польза; но вред от них больше пользы». Тем не менее, верующие продолжили пьянствовать, а сподвижники Мухаммеда однажды после употребления спиртного начали путать слова молитвы, после чего был ниспослан 43-й аят суры ан-Ниса: «Верующие! не приступайте к молитве, когда вы пьяны так, что не понимаете того, что говорите». Здесь опьянение поставлено в ряд с такими вещами как мочеиспускание, дефекация, болезнь, путешествие и совокупление — которые не являются греховными сами по себе, но несочетаемы с поклонением.
В 90-м аяте суры аль-Маида указано, что хамр запретен полностью: «Верующие! вино, игра в жеребьи, кумиры, стрелованье гнусны, — дело сатаны; потому устраняйтесь от этого». Запрет, таким образом, по всей видимости проистекает прежде всего из отрицательных последствий пьянства, однако чётких указаний на его причины в Коране нет. Не приведено также пояснений, почему азартные игры и идолопоклонничество перечислены вместе с хамром.
Хронологически между сурами ан-Ниса и аль-Маида в Коране появилось ещё два положительных упоминания слова «хамр»: в суре Юсуф одноимённый пророк толкует сновидения двоих заключённых, и сообщает, что один из них будет виночерпием. Здесь вино («хамр») интерпретируется как добрый знак. В суре Мухаммад реки вина («хамр») перечислены в описании рая. Далее указано, что от этого вина не туманится разум и за его употреблением не следует похмелье.
Коранические описания пророков не содержат информации об употреблении ими алкоголя. В этом Коран сильно отличается от Библии и Торы, где сообщается о том, как Нух (Ной), напившись вина, спал нагишом на свежем воздухе; в Коране эта история отсутствует, а в «аль-Китаб» аль-Кисаи поведение Нуха объясняется тем, что он очень устал во время путешествия на ковчеге. Также отсутствует история о дочерях Лута (Лота), которые в библейской версии напоили своего отца до невменяемого состояния, чтобы забеременеть от него. Нет там и указаний на вино как кровь Исы (Иисуса) или упоминаний трапез с участием Исы, во время которых он подаёт кому-то вино.

## Хамр после запрета
В хадисах содержится множество высказываний о хамре, в том числе и о карах, ожидающих употребляющих его людей в аду. Вместе с тем, именно химики мусульманского мира первыми научились проводить дистилляцию спирта и изобрели аламбик. Запреты на производство и употребление алкоголя обычно были неабсолютными: так, в XVII веке османские законы запрещали производство алкоголя в Стамбуле, но не за его пределами. В то же время, в Медине и Хиджазе в целом в VIII столетии действовал сухой закон, ставший основой для мнения Малика ибн Анаса, основателя маликитского мазхаба. Проживающие в мусульманских странах христиане и иудеи обычно имели возможность производить алкоголь для собственного употребления.
Даже после запрета хамра культивация винограда продолжилась; его выращивали на всех мусульманских территориях, выводили новые сорта и занимались акклиматизацией существующих; исламские виноградари применяли такие техники, как обрезка и прививка растений. Культивация винограда уменьшилась только в конце Средних веков. Вино готовили, разминая виноградные ягоды ногами, а затем сливали сок в амфоры, в которых он ферментировался; круговой пресс арабам не был известен ещё в XII столетии. Помимо этого, мусульмане варили несколько видов слабоалкогольного пива: из сорго, пшеницы, ячменя, причём существовал особый сорт ячменного пива для употребления ночью в Рамадан.
Сохранились многочисленные произведения Ибн аль-Мутазза, Абу Нуваса, Ибн Баджи, Ибн Зухра, Саади, Хафиза, Омара Хайяма, мувашшахов Ибн Кузмана, Абу Убайды и других мусульманских поэтов, посвящённых вину и его употреблению, а при дворе халифов вино пили регулярно. Халиф IX века аль-Кахир Биллах жестоко наказывал пьяниц, но сам при этом «редко был трезв». Могольские правители и знать не только пили все виды вина, но также употребляли опиум и марихуану. Упоминания вина часто встречаются у Хафиза и других суфиев, однако неизвестно, следует ли их понимать буквально или метафорически. Все диваны османских поэтесс включают упоминания хамра. Жанр поэзии, посвящённый хамру, называется хамрийят.

### Современная ситуация

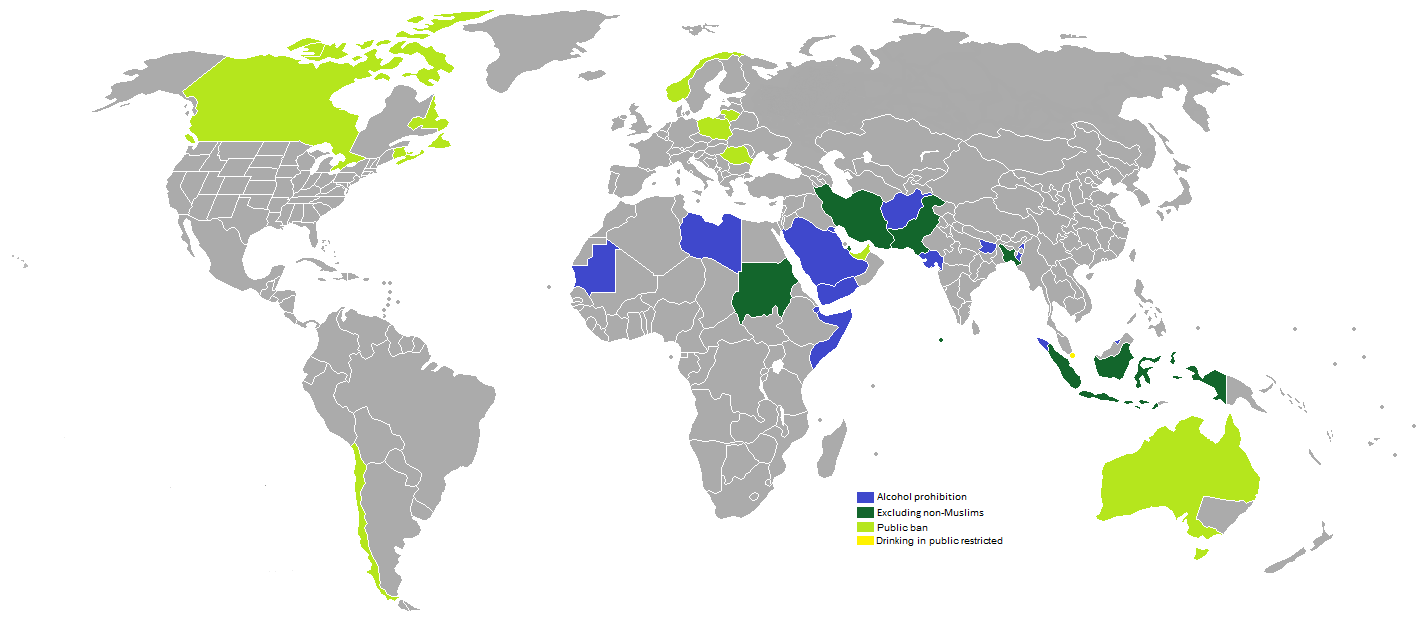
Страны с запретом алкоголя. Синим отмечены страны, где он запрещён абсолютно, тёмно-зелёным — где запрещён мусульманам
Страны по доле населения, не употребляющей алкоголь

В целом вопрос употребления алкоголя в исламских странах недоизучен. Данные Всемирной организации здравоохранения указывают на то, что в мусульманских странах в среднем употребляют меньше алкоголя, чем в остальных. В среднем в немусульманских странах от алкоголя воздерживается 35 % населения, в мусульманских — 76 %. Из стран, включённых в статистику за 2004 год, в 6 официально отсутствует употребление спиртного, и все эти страны мусульманские. Единственные 4 страны, где объём официально зарегистрированного употребления алкоголя превышает медианное значение по миру, это бывшие советские республики Кыргызстан и Азербайджан, а также Буркина-Фасо и Ливан, где доля мусульман не превышает 55 %. Лишь в 3 из 17 мусульманских стран (Албании, Азербайджане и Туркменистане) более половины населения употребляет алкоголь. Как и во всех остальных странах, в мусульманских странах процент непьющих выше среди женщин.
При этом следует учитывать, что официальные данные неполны, а получение полной информации также затрудняется стигмой, нелегальностью алкоголя, отсутствием разделения на местных жителей и туристов, а также тем, что в некоторых странах пьют самостоятельно изготавливаемые напитки, которые могут употребляться на разных стадиях ферментации. К примеру, несмотря на то, что Саудовская Аравия официально сообщает о том, что там вообще не употребляют алкоголь, имеются данные о лечении населения от алкоголизма, а ВОЗ предполагает, что в реальности там пьют около 0,3 л спирта в год на человека. В разных странах предпочитают разные напитки: в Алжире — пиво, в Тунисе — вино, в Сирии — крепкие спиртные напитки. Имеющиеся данные по внутривенному употреблению наркотиков показывают, что оно представляет проблему и в мусульманских странах, однако, хотя такие страны как Индонезия и Малайзия предоставляют оценки количества наркопользователей, для стран Ближнего Востока имеются только оценки ЮНОДК.
Алкоголизм в мусульманских странах очень сильно осуждается, из-за чего сведения о его распространённости получить ещё сложнее, чем сведения об употреблении спиртного. По-видимому, в нескольких мусульманских странах небольшое меньшинство пьющих выпивает огромное количество спиртного; к примеру, по данным ВОЗ, в Египте около 40 % пьющих имеет зависимость от алкоголя (из-за вышеупомянутой переоценки доли непьющих на самом деле это значение, скорее всего, несколько ниже, но всё же довольно высоко). Употребление алкоголя женщинами стигматизировано ещё сильнее, чем мужчинами, поэтому женщин регулярно вообще исключают из исследований. Образ «хамра» в религии приводит к тому, что некоторые учёные-мусульмане считают употребление спиртного в любых количестве алкоголизмом, и рекомендуют исключительно полное воздержание, не рассматривая другие варианты. Также проблему представляет терминология: словом «хамр» обозначается как алкоголь, так и другие наркотические вещества, из-за чего непьющие люди, употребляющие, например, марихуану, попадают в статистику по пьющим. Некоторые исследователи мусульманских стран имеют склонность к «теологоцентризму»: стремлению объяснять всё происходящее в этих странах религией, считая ислам всеохватывающим учением, диктующим верующим каждое действие.
В законодательном отношении к хамру Турция и Саудовская Аравия представляют противоположные концы спектра. в Турции соблюдение религиозных законов считается личным делом каждого человека, законодательство выстроено по примеру светских демократий Европы. Алкоголь производится и продаётся свободно, но многие мусульмане воздерживаются от его употребления по личным соображениям. В Саудовской Аравии светские суды отсутствуют, а всё законодательство — шариатское. Производство, продажа, покупка и употребление хамра строго запрещены и теоретически могут привести к отсечению головы; на практике же власти не преследуют людей, пьющих алкоголь у себя дома, так как для наказания-хадд требуется либо признание виновного, либо двое дееспособных свидетелей, утверждающих о совершении преступления. В стране регулярно казнят наркоторговцев, но сведений о казнях продавцов или потребителей алкоголя нет. В ибадитском Омане патенты на лекарства, содержащие алкоголь или полученные из вина или свинины компоненты, регистрируются только если альтернативных лекарств не существует, а патенты на методы производства и хранения спиртных напитков могут отказать регистрировать.
Примерно четверть мусульман живёт в странах, где они составляют меньшинство населения, и данных об употреблении алкоголя среди таких мусульман ещё меньше. Метаисследование нидерландских мусульман показало, что мусульмане, приехавшие из мусульманских стран, обычно воздерживаются от алкоголя, но их дети чаще всего принимают местные нормы поведения и употребления спиртного.
Опросы мусульман, употребляющих алкоголь, дают 5 основных типов обоснований этого поведения:
- «алкоголь не запрещён совсем, и то, что я пью, не очень важно на фоне остальных моих дел»,
- «я не идеален, как и все люди, но я остаюсь мусульманином»,
- «отмена разрешения пить алкоголь в более поздних аятах не считается»,
- «запрещено опьянение, а не любое употребление спиртного»,
- «времена изменились, сейчас проблема алкоголизма намного менее актуальна, чем во времена Мухаммеда».

Некоторые мусульмане, живущие в Европе, принимают европейские ценности (включая употребление алкоголя), что иногда интерпретируется как новая форма ислама — исламский либерализм — но большинство мусульман отрицает возможность такого изменения, утверждая о единстве уммы.

## Интерпретация понятия хамр

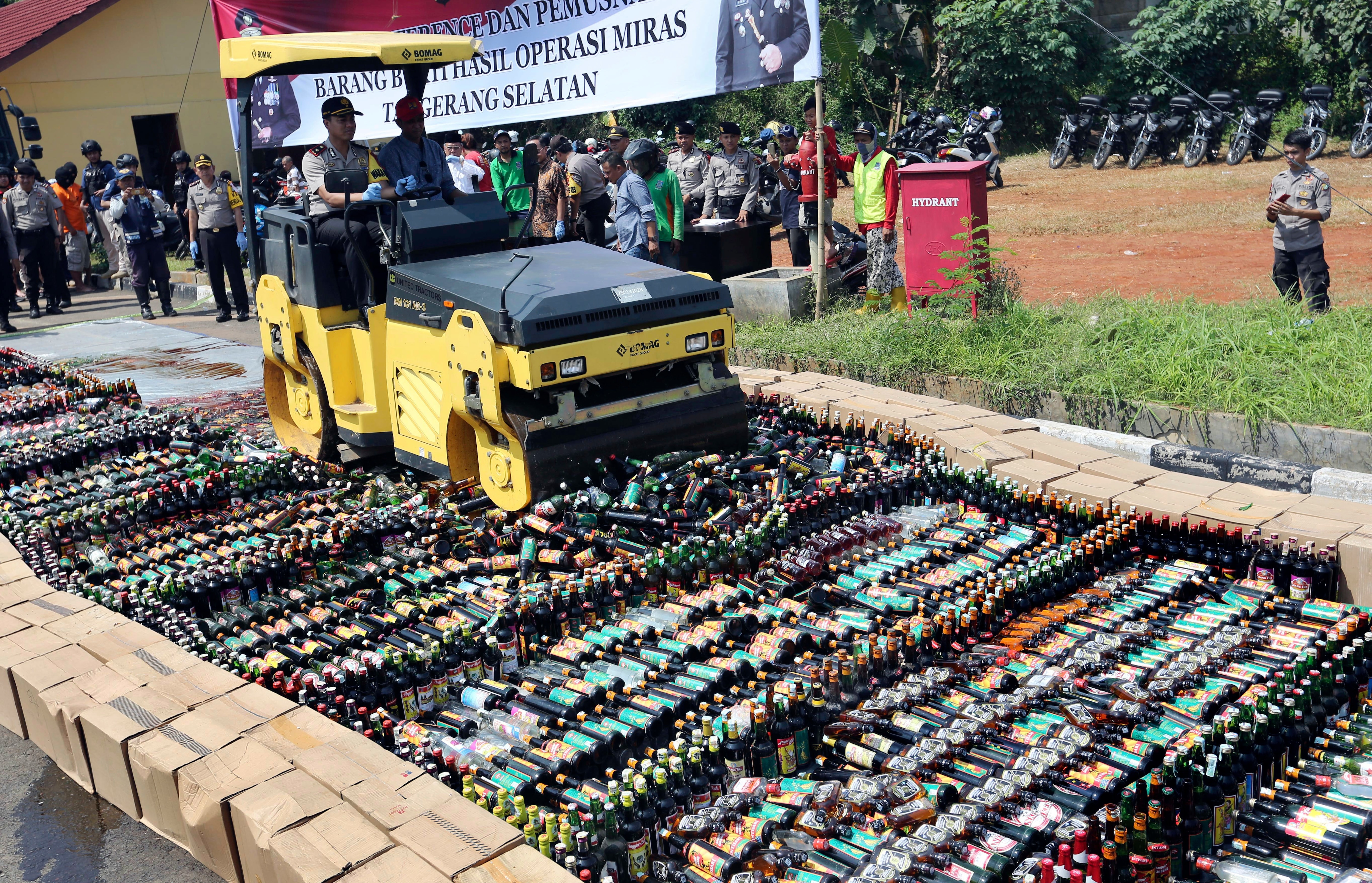
Индонезийская полиция уничтожает нелегальный алкоголь (алкоголь в целом легален)

Запрет на хамр — единогласное мнение (иджма) и среди суннитов, и среди шиитов, и среди ибадитов. В то же время разные учёные понимали под хамром разный набор веществ. Школы права продолжают высказывать разные обоснования запрету употребления хамра и предлагать разные наказания за него.
Иджма запрещает пить вино в любом количестве и использовать его для любых целей, а отрицание этого запрета приравнивается к неверию. Также запрещено продавать, покупать и дарить вино, а порча или уничтожение вина не ведёт к ответственности (араб. ذِمَّة). Вино считается нечистотами (наджаса). Вопрос того, считается ли вино собственностью (араб. مَال), однозначно не установлен. Мухаммад ибн Ибрахим аль-Кинди в книге «Баян аш-Шари» указывает несколько мнений, разрешающих совершать омовение вином из фиников в отсутствие воды в отдалении от цивилизации.
Определение того, что относится к хамру, было предметом многочисленных споров. Определение хамра как всех веществ, вызывающих опьянение, по принципу аналогии (кияс), включено в огромное число традиций, в том числе и шиитских. Согласно Ибн Умару, халиф Умар как-то сказал, что хамром являются напитки, приготовленные из винограда, фиников, мёда, пшеницы и ячменя; все, что помутняет разум, является хамром. На практике Умар иногда разрешал пить уваренный сок («тила»), иногда нет; Мухаммед на вопрос, можно ли пить свежий виноградный сок, ответил категорическим отказом. Причиной запрета на виноградный сок является то, что в жарком климате он очень быстро скисает.
Общее мнение всех богословов заключается в том, что все неферментированные сладкие напитки к хамру не относятся. Большинство (’амма) исламских учёных считает, что пить можно только уваренный на две трети виноградный сок и такие напитки как тила (араб. طِلَاء; виноградный сок, уваренный на слабом огне без кипения), набиз и мусаллас (араб. مثلّث; любой напиток, уваренный на две трети), если они не забродили, а такие напитки как базик (виноградный сок, который недолго варят на медленном огне), мунассаф (любой напиток, уваренный вдвое по объёму) и некоторые другие запрещены полностью. Следует также учесть, что терминология, используемая для напитков, была крайне вариативной, и перед вынесением вердикта учёные обычно указывали, что именно они имеют в виду под тем или иным словом.
Порицается продавать изюм, о котором известно, что его собираются пустить на производство хамра, а также смешивать сок фруктов так, чтобы в результате (быстрее) получался опьяняющий напиток. Хадис из собрания Муслима повествует о запрете хранить напитки в любых сосудах, кроме кожаных бурдюков, однако большая сложность выполнения этого запрета привела к тому, что Мухаммед отменил его целиком или частично.

### Различия между суннитскими мазхабами
В прошлом ханафиты и мутазилиты считали допустимым употребление алкогольных напитков, изготовленных не из винограда. Они утверждали, что употребление такого алкоголя в небольших количествах (не доходя до опьянения) допустимо, проводя аналогию с лекарствами. Маликиты и шафииты посвятили множество работ критике ханафитского подхода, причём первые опирались преимущественно на Коран и кияс, а также на то, помнит ли пьяница Аллаха (основной коранический аргумент), а вторые — на традицию. Маликиты, начиная с основателя мазхаба, Малика ибн Анаса, делили напитки на запретные (опьяняющие) и разрешённые, тогда как шафииты разработали детальную классификацию напитков. В отличие от шафиитов, маликиты считали разрешёнными и напитки-мусаллас, если они не вызывали опьянение, а опьяняющие напитки считали запрещёнными вне зависимости от того, выделяются ли в них пузырьки. При этом маликиты и шафииты подчёркивали, что обе эти школы происходят из Хиджаза, в отличие от «иракской» ханафитской.
Ни Малик, ни Сахнун не спорили с ханафитами, хотя использовали аргументы, которые можно было применить в диспутах. Первым с открытой критикой ханафитского понимания хамра выступил ученик Малика ибн Анаса, Ибн Абу Зейд аль-Кайрувани. Внук Ибн Рушд аль-Джадда, Ибн Рушд, также вступил в спор с ханафитами, указывая на непоследовательность их аргументации.
Все учёные второй «хиджазской» школы, шафииты, начиная с Мухаммада аш-Шафии, также считали все опьяняющие вещества хамром. Сам аш-Шафии, как и Малик, не был вовлечён в споры с ханафитами, но более поздние учёные, такие как Абу-ль-Хасан аль-Маварди, Абу Мухаммад аль-Багави и Абу-ль-Касим ар-Рафии, присоединились к маликитам и стали публиковать тексты, где критиковали ханафитскую аргументацию. При этом они опирались в основном на традицию, а аш-Шафии даже не считал необходимым упоминать коранический запрет в суре аль-Маида. Книга аль-Багави «Шарх ас-Сунна», написанная в XII веке, критиковали историческую позицию ханафитов, из чего следует, что к этому моменту этот вопрос не вызывал таких разногласий.
Изначальный подход ханафитов — к хамру относятся только напитки, приготовленные из свежего виноградного сока, подвергнутого ферментации. Эту позицию высказывал Абу Ханифа, основываясь на случае с Умаром: тот сначала наказал выпившего забродивший набиз, а затем разбавил его напиток водой и подал окружающим. Также Абу Ханифа считал, что любой напиток из уваренного на две трети виноградного сока разрешён, даже если сок забродил. Ибрахим ан-Нахаи утверждал, что причиной запрета всего алкоголя было недопонимание слов Мухаммада «что опьяняет в большом количестве, запретно и в небольшом», которые он посчитал указанием на запрет опьянения, а не опьяняющих веществ. Мухаммад аш-Шайбани передал эту традицию в книге «Китаб аль-Асар», не указав собственного мнения, но заключив, что любой забродивший виноградный сок запрещён. Причина такого отношения однозначно не установлена; на него могло повлиять то, что потребление алкоголя в Ираке, откуда были родом и аш-Шайбани, и Абу Ханифа, в их время было относительно распространено. Запретной ханафиты считали «последнюю чашу», после которой наступает опьянение.
По сообщению ат-Тахави, Абу Ханифа прямо утверждал, что после уваривания на две трети виноградный сок превращается в новое вещество, из которого можно производить разрешённые (халяль) ферментированные напитки. Напитки на основе воды, приготовленные из винограда и фиников, такие как набиз и наки, Абу Ханифа считал нежелательными (макрух), а приготовленные из других продуктов — разрешёнными. Аш-Шайбани интерпретировал запрет более строго, утверждая, что употребление любого напитка, опьяняющего в больших количествах, запрещено (но называть сами такие напитки запретными отказывался); ат-Тахави сообщал, что мнение аш-Шайбани превалирует среди ханафитов. Состоянием опьянения ханафиты считали неспособность отличить небо от земли, а мужчину от женщины (аш-Шайбани) или просто затруднённую речь (Абу Юсуф). В книге «Шарх маани аль-асар» ат-Тахави анализирует лингвистическую структуру коранических выражений и приводит примеры аятов, где перечисление, например, посланников из миров людей и джиннов не означает, что среди посланников были джинны (сура аль-Анам), выводя из этого ханафитский аргумент о допустимости алкогольных напитков, изготовленных из фиников, ввиду невозможности доказать, какая интерпретация имеет более весомые доказательства. Он рассматривает аргументы о том, что все алкогольные напитки запретны, указывая, что Мухаммед и его сподвижники употребляли алкоголь в небольших количествах; в то же время, ат-Тахави не атакует позиции маликитов и шафиитов, а лишь формулирует свою позицию так, чтобы она выглядели сравнимо обоснованно.
К XI веку ханафитский консенсус сместился в сторону запрета. Мухаммад ас-Сарахси в книге «Китаб аль-Мабсут» рассматривает аргументы ат-Тахави и снова относит к хамру напитки только из винограда и фиников, но при этом уже называет наки из фиников или изюма запрещённым напитком. Ас-Сарахси также использует лингвистические доказательства своей позиции, а также указывает на то, что Мухаммед мог бы просто сказать о запретности всех опьяняющих напитков, но не стал этого делать. Ас-Сарахси и аль-Маргинани приписывают хамру (из винограда и фиников) уникальную среди напитков способность привлекать людей и склонять их к пьянству, едва они выпьют хоть немного. Последний также представлял аш-Шайбани как учёного, однозначно высказывавшегося о запретности любых опьяняющих веществ. В XII веке ханафиты отказались от своей интерпретации хамра и присоединились к мнению остальных учёных, опираясь на тексты аш-Шайбани. Первым из ханафитов с такой позицией выступил Убайдуллах ибн Махсуд аль-Махбуби.

### Наки и набиз
Наки — класс напитков, приготовляемых путём добавления воды к сухофруктам, а затем изъятия сухофруктов; наки из фиников именуется набиз, из него сухофрукты обычно не достают. В некоторых традициях к набизу также относят оставленные в воде свежие фрукты, а иногда — даже уваренный сок.
Несколько крупных хадисоведов упоминают, что жёны Мухаммеда готовили ему набиз, который скисает и становится алкогольным на второй или третий день, и он пил его в тот же день или на следующий день; Ибн Аббас утверждает, что Мухаммед пил набиз даже на третий день. Несмотря на это, маликиты, ханбалиты и шафииты, а также все шииты запрещают употреблять (слабоалкогольный) набиз, а ханафиты разрешает пить набиз «умеренно», а также в качестве лекарства.

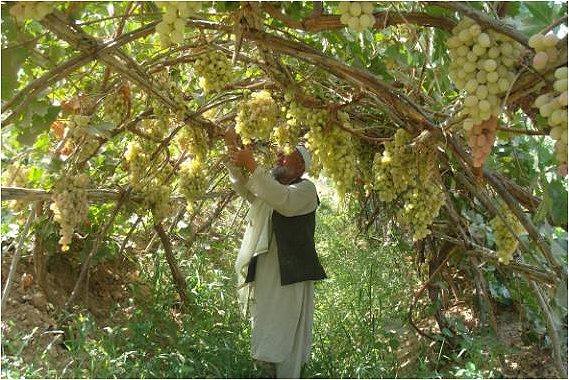
Виноградник в Афганистане
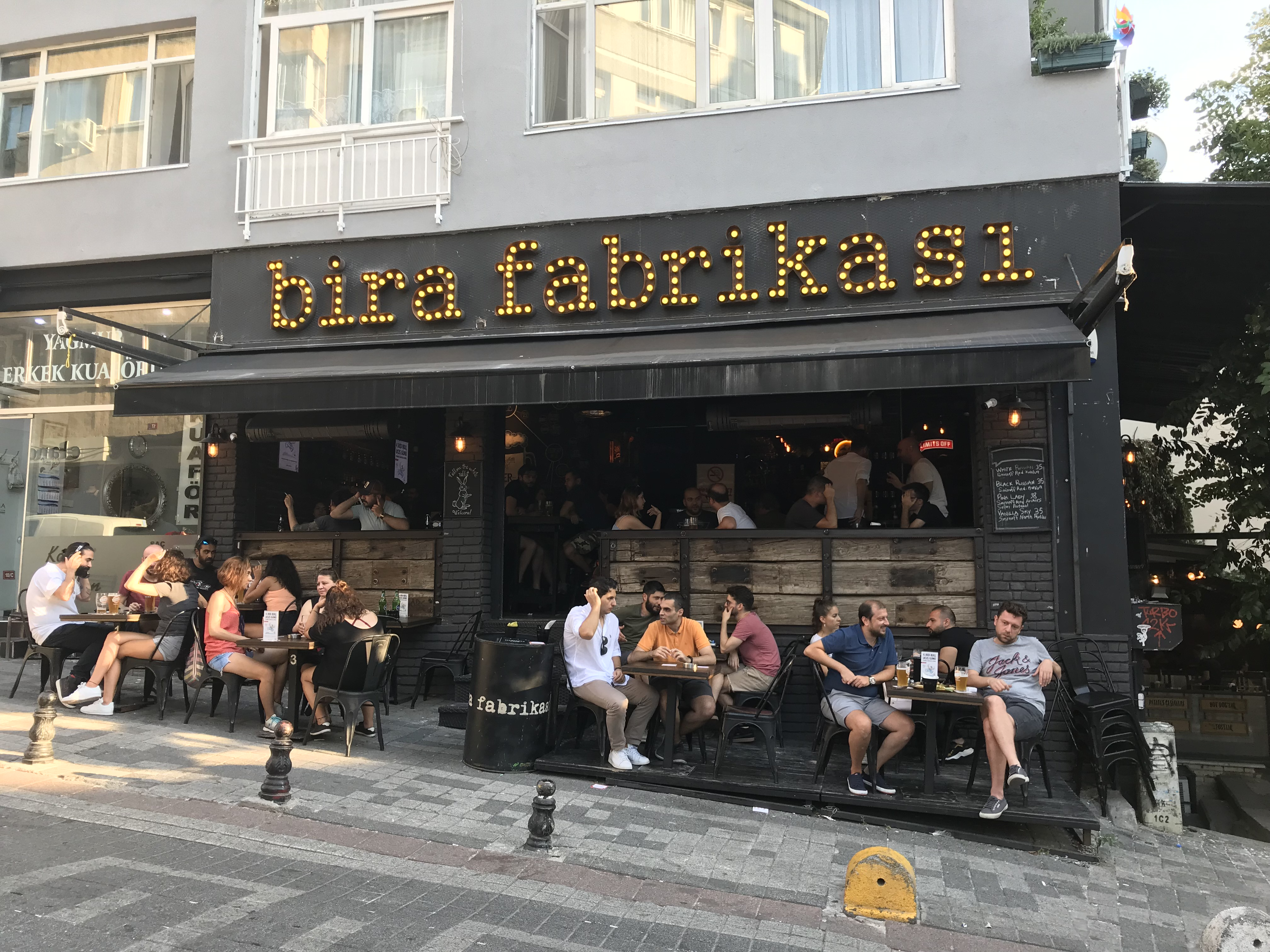
Пивная в Турции
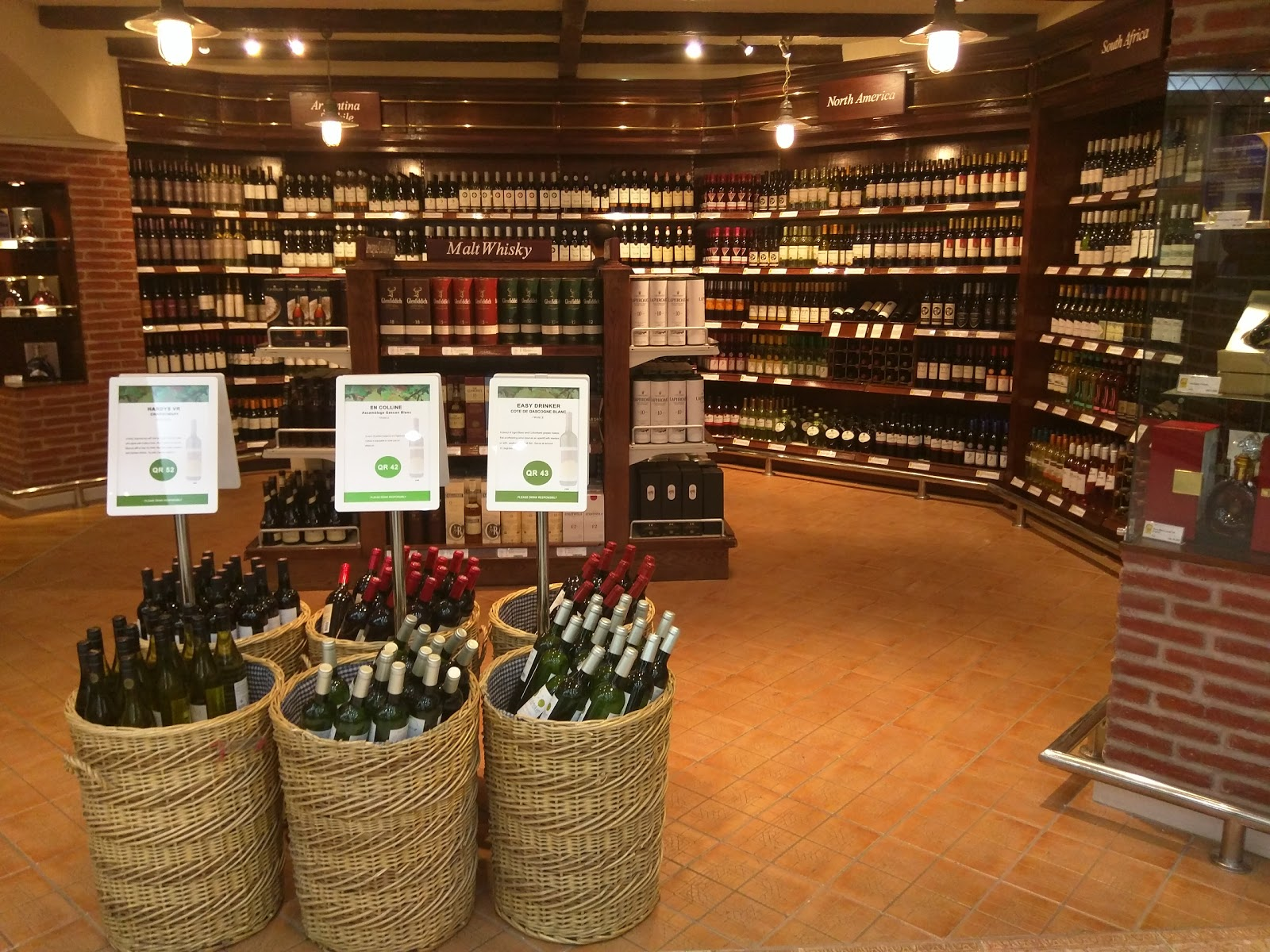
Единственный в Катаре винный магазин, принадлежащий монополисту Qatar Distribution Company
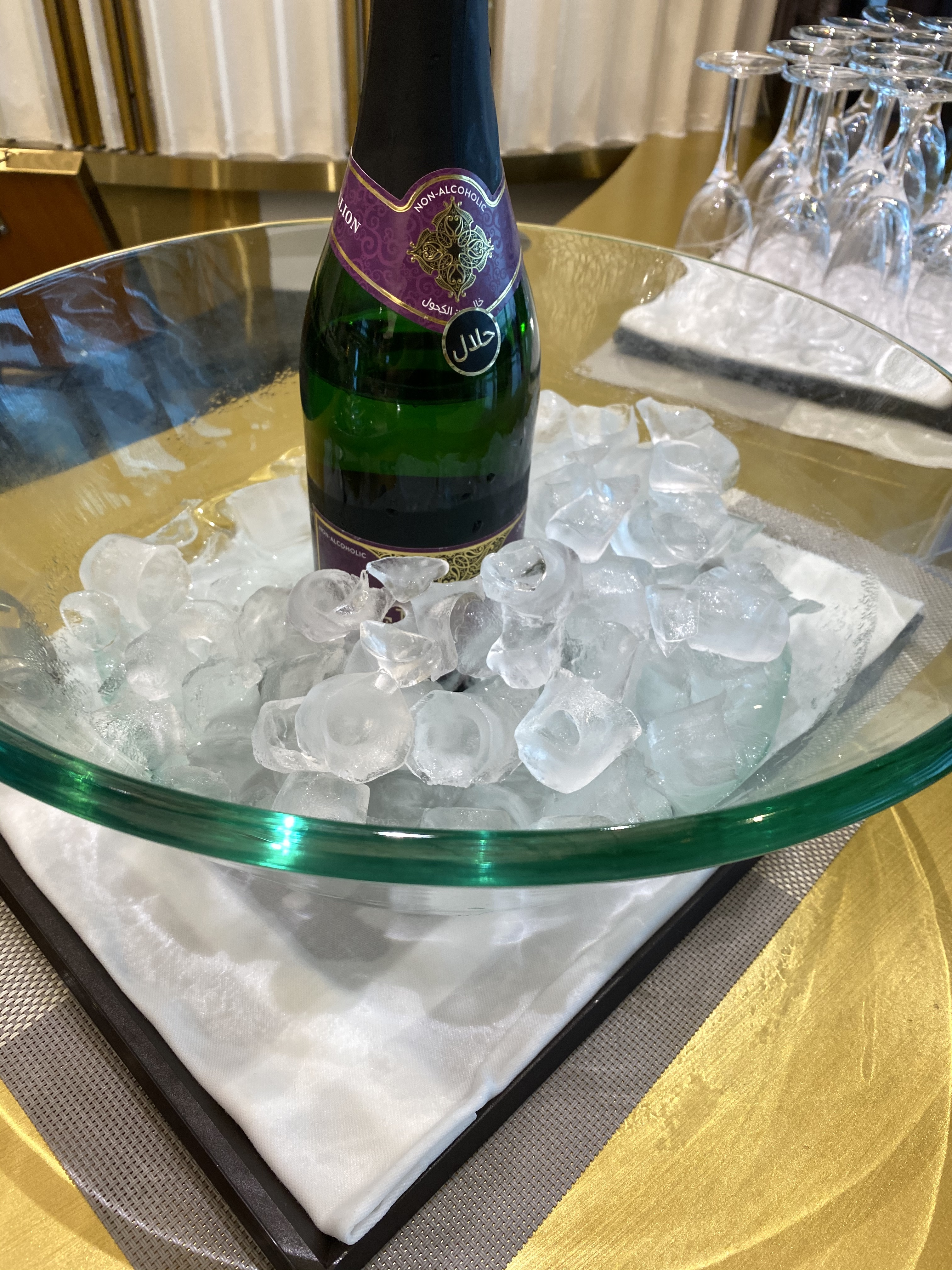
Халяльное безалкогольное шампанское

## Наказание
Употребление хамра относится к преступлениям против нравственности (хадд). Причём если это делает женщина, преступление считается ещё более тяжёлым.
Мухаммед и Абу Бакр наказывали пойманных за употреблением спиртного впервые 40 ударами пальмового листа или сандалии. Впоследствии Ибн Умар ужесточил наказание до 80 ударов по аналогии с наказанием за бездоказательное обвинение замужней женщины в прелюбодеянии (казф). Шафииты не приняли это изменение и применяют наказание в 40 или 20 ударов. Если правонарушитель является рабом, наказание уменьшается вдвое по аналогии с тем, как уменьшается наказание за лжесвидетельство. После того, как Умар стал халифом, он также стал наказывать выпивших алкоголь плетьми.
Если употребление алкоголя произошло по принуждению, наказание не применяется. Ханбалитский правовед Ибн Кудама аль-Макдиси указывал, что наказание не следует применять, если человек не знал, что напиток может вызвать опьянение. Предлагаются программы снижения вреда для наркопотребителей, основывающиеся на шариатских принципах.
Учёные-ибадиты также выработали собственные наказания для употребляющих хамр, в соответствии с традицией критического отношения к воплощению правоведческих принципов ранними халифами и сподвижниками Мухаммеда. В книге «аль-Мудаввана аль-Кубра», ставшей самым авторитетным сборником по ибадитскому праву, Абу Ганим Бишр ибн Ганим аль-Хурасани (араб. أبو غانم بشر بن غانم الخراسانيّ) указывал, что Умар ибн Абдул-Азиз не применял полное наказание к даже явно пьяному человеку, если тот не сознался в употреблении алкоголя, но при наличии признания наказывал и пьяных, и протрезвевших. Под хамром современные ибадиты понимают любые опьяняющие напитки, не только изготовленные из забродивших фруктов.
В некоторых традициях считается, что за повторное употребление хамра Мухаммед приказывал казнить нарушителя. Так считал, в частности, шиитский теолог XVII века Ибн Бабавайх ас-Садук; в зависимости от степени опьянения и других деталей произошедшего, он предписывал смертную казнь на третий или четвёртый раз.

### Комментарии
1. ↑  Сура Аль-Бакара, перевод Саблукова
2. ↑  Сура ан-Ниса, перевод Саблукова
3. ↑  Сура Аль-Маида, перевод Саблукова
4. ↑  Бекташи, численность которых, по некоторым оценкам, достигает 40 % населения Албании[53] и 30 000 человек в Турции[54], не признают запрета на алкоголь[55][56].